# Isaac Israel Hayes
Pour les articles homonymes, voir Isaac Hayes.
Isaac Israel Hayes (né le 5 mars 1832 dans le Comté de Chester, en Pennsylvanie et décédé le 17 décembre 1881) est un explorateur et médecin américain.

## Biographie
Docteur en médecine, diplômé de l'université de Philadelphie, il sert de 1853 à 1855 comme médecin sur l'Advance de l'expédition d'Elisha Kane à la recherche de sir John Franklin dans l'Arctique et y est chargé des relevés géographiques et des sciences naturelles. Il découvre durant cette expédition la Terre de Grinnell (1854) et en revient mutilé d'un pied. Mais, il s'oppose dès le départ à Kane et organise une mutinerie. Avec huit hommes, il abandonne le navire et essaie de rejoindre le cap York. Épuisé, il tente de voler les traineaux d'Inuits rencontrés et est capturé par eux. Il les supplie alors de les ramener au navire ce que ceux-ci, humainement, acceptent de faire.
Du 10 juillet 1860 au 23 octobre 1861, parti de Boston qui sera aussi son point de retour, il dirige un nouveau voyage en Arctique sur l''United States et atteint le cap Lieber ce qui en fait pour longtemps l'explorateur américain à être arrivé le plus près du pôle nord. Durant ce voyage, il affirme avoir découvert une mer libre au pôle. Si Jules Verne évoque dans de nombreux romans la mer libre du pôle, tel dans Vingt mille lieues sous les mers, Les Aventures du capitaine Hatteras ou Le Sphinx des glaces, il ne mentionne Isaac Hayes que dans le chapitre II de Sans dessus dessous.
La théorie de la mer libre du pôle sera à l'origine de nombreux débats dans les sociétés de géographie du monde entier et à l'origine de l'organisation de nombre d'expéditions, jusqu'à la démonstration de la fausseté de l'affirmation.
Durant la guerre de Sécession, il est engagé volontaire et sert comme chirurgien dans l'armée fédérale.
En 1863, il part pour une nouvelle expédition arctique durant laquelle il effectue de nombreux travaux de glaciologie. Il hiverne sur les rivages du détroit de Smith, à Port-Foulke, et fin novembre, avec cinq hommes, gravit un glacier et pénètre pendant 100 km dans l'intérieur du Groenland.
Il organise encore en 1868 une croisière au Groenland et, en 1870, par des manœuvres malhonnêtes voulut supplanter Charles Francis Hall pour le voyage que ce dernier planifiait en Arctique mais obtient un refus du gouvernement américain.
Si Hayes est un modèle dans l'organisation des expéditions, il est aussi l'explorateur réputé le plus raciste et malhonnête de l'histoire des voyages en Arctique.
En 1875, il est élu au Conseil municipal de New York.
Il meurt en 1881, à l'âge de 49 ans, des suites d'une crise cardiaque à son domicile de New York.

## Œuvres
- Physical Observations in the Arctic Seas, 1867
- An Arctic Boat Journey: In the Autumn of 1854, 1867
- La Mer libre du Pôle, 1868
- Cast away in the cold, 1869
- The land of desolation, 1871